# Крістіне Роуґ
Крістіне Роуґ (дан. Kristine Roug, 12 березня 1975) — данська яхтсменка.
Олімпійська чемпіонка 1996 року в класі Європа.